# گورنگا برسنیتسا
گورنگا برسنیتسا (به صربی: Gornja Bresnica) یک روستا در صربستان است که در پروکوپلیه واقع شده‌است. گورنگا برسنیتسا ۱۶۹ نفر جمعیت دارد.